# イベリアのペトル
イベリアのペトル（グルジア語: პეტრე იბერი, ラテン文字表記: Petre Iberi, 413年頃 - 491年）は、イベリア王国（現在のグルジア東部）の王子、神学者また哲学者。初期キリスト教における大立者にしてネオプラトニズムの創始者の一人である。一部では偽ディオニュシオス・ホ・アレオパギテースのペンネームで書かれた書物の著者の一人であるとされる。
グルジアでは初となる僧院をベツレヘムに設立し、ガザ近郊のマイウマの主教となった。また晩年にはカルケドン派キリスト教と対立した。

## 生涯

ビール・エル・クット碑文はペトルと父に言及している

ペトルはイベリア王国の王家であるコスロー家に生まれた。出生年は413年または417年頃とされている。出生名は Murvan （あるいは Nabarnugios）。ペトルの父である王ボスマリオスは著名な哲学者ミトリダテス（または宦官ヨハネス）をラジカから招き、ペトルの教育にあたらせた。ペトルは12歳で政治的な人質としてコンスタンティノープルに送られ、東ローマ皇帝テオドシウス2世の皇后アエリア・エウドキアの支援のもとで英才教育を受けた。
その後、20歳になったペトルは師ミトリダテスと共に宮殿を後にし、パレスチナへの巡礼の旅に向かうことを決める。430年、ペトルは自身の僧院をベツレヘムに設立し（後に“ベツレヘムのグルジア修道院”として知られる）、445年には司祭となる。ミトリダテスを伴って近東の複数の国々を旅し、終にガザにほど近いマイウマに移り住む。
452年、半年の間マイウマの主教を務めた。ペトルはエジプトに逃れたが10年でパレスチナに戻り、数多くの支持者と弟子を集めた。弟子の一人であるヨハネス・ルフスは、聖人伝記の著者であり、またマイウマの主教をペトルから継いだと考えられている。
ペトルは491年に古代ヤブネの港町ヤブネ＝ヤムで死去。ガザ近くの彼の僧院に埋葬された。
複数の東方教会は、ペトルがカルケドン派キリスト教の教義に対立していたと考えている。

## 発展資料
- A Repertoire of Byzantine "Beneficial Tales"
- Zachariah of Mitylene, Syriac Chronicle (1899). Book 6 - Christian Classics Ethereal Library (CCEL)
- David Marshall Lang, "Peter the Iberian and His Biographers". Journal of Ecclesiastical History, vol. 2 (1951), pp 156–168
- Ernest Honigmann, Pierre l'iberian et les ecrits du Pseudo-Denys l'Aréopagite, Bruxelles, 1952 (French)
- Shalva Nutsubidze. Peter the Iberian and problems of Areopagitics. - Proceedings of the Tbilisi State University, vol. 65, Tbilisi, 1957 (Russian)
- A. Kofsky. "Peter the Iberian and the Question of the Holy Places," Cathedra 91 (1999), pp. 79–96 (Hebrew).